# Нашице
Нашице су град у Хрватској, у Осјечко-барањској жупанији. Према резултатима пописа из 2011. у граду је живело 16.224 становника, а у самом насељу је живело 7.888 становника.

## Историја
Срески суд у Нашицама је формиран 1850. године. Када је 1894. године текла акција за скупљање прилога за подизање споменика Митрополиту Стратимировићу, прилог од 12 ф. је дао Коста Новић судија из Нашица.
У месту је током 19. века одржаван годишњи вашар неколико пута. Прво је (1827) било два термина: 13. јун и 15. август, па ускоро било четири термина (1831): 10. марта, 13. јуна, 15. августа и 30. новембра.
За време Другог светског рата усташе су убиле пароха нашичког Георгија Богића (Свештеномученика Ђорђа). Млади парох Богић је дошао у парохију Нашице 1940. године. Убили су по наредби католичког фратра фра Сидонија Шолца, нашички млекар Феликс Лахнер са двојицом усташа.

## Становништво
По попису становништва из 1991. године, град Нашице (насељено место) имао је 8.235 становника. Према попису из 2001. Нашице су имале 17.320 становника.

## Попис 1991.
На попису становништва 1991. године, насељено место Нашице је имало 8.235 становника, следећег националног састава:
| Попис 1991.‍   | Попис 1991.‍  | Попис 1991.‍ | Попис 1991.‍ | Попис 1991.‍ |
| ------------- | ------------ | ----------- | ----------- | ----------- |
|               |              |             |             |             |
| Хрвати        | Хрвати       |             | 6.816       | 82,76%      |
| Срби          | Срби         |             | 734         | 8,91%       |
| Југословени   | Југословени  |             | 260         | 3,15%       |
| Словаци       | Словаци      |             | 69          | 0,83%       |
| Албанци       | Албанци      |             | 27          | 0,32%       |
| Мађари        | Мађари       |             | 25          | 0,30%       |
| Македонци     | Македонци    |             | 25          | 0,30%       |
| Муслимани     | Муслимани    |             | 23          | 0,27%       |
| Словенци      | Словенци     |             | 11          | 0,13%       |
| Црногорци     | Црногорци    |             | 10          | 0,12%       |
| Немци         | Немци        |             | 4           | 0,04%       |
| Пољаци        | Пољаци       |             | 2           | 0,02%       |
| Чеси          | Чеси         |             | 2           | 0,02%       |
| Роми          | Роми         |             | 1           | 0,01%       |
| Руси          | Руси         |             | 1           | 0,01%       |
| Русини        | Русини       |             | 1           | 0,01%       |
| Турци         | Турци        |             | 1           | 0,01%       |
| Украјинци     | Украјинци    |             | 1           | 0,01%       |
| остали        | остали       |             | 1           | 0,01%       |
| неопредељени  | неопредељени |             | 128         | 1,55%       |
| регион. опр.  | регион. опр. |             | 18          | 0,21%       |
| непознато     | непознато    |             | 75          | 0,91%       |
| укупно: 8.235 |              |             |             |             |